# Новопотьминське сільське поселення
Новопотьми́нське сільське поселення (рос. Новопотьминское сельское поселение) — муніципальне утворення у складі Зубово-Полянського району Мордовії, Росія. Адміністративний центр — село Нова Потьма.

## Населення
Населення — 569 осіб (2019, 710 у 2010, 796 у 2002).

## Склад
До складу поселення входять такі населені пункти:
| Населений пункт        | Населення, осіб (2002) | Населення, осіб (2010) |
| ---------------------- | ---------------------- | ---------------------- |
| Ачадовка, присілок     | 32                     | 29                     |
| Краснознаменка, селище | 46                     | 33                     |
| Нова Потьма, село      | 403                    | 352                    |
| Стара Потьма, село     | 315                    | 296                    |